# 前山田健一
前山田 健一（まえやまだ けんいち、1980年〈昭和55年〉7月4日 - ）は、日本の男性ミュージシャン、音楽プロデューサー、作詞家、作曲家、編曲家、動画投稿者。歌手やタレントとして活動する際はヒャダイン名義を用いている。
大阪府大阪市住吉区出身。作曲家としてはファイブエイス所属、ヒャダインとしてはスターダストプロモーション所属。

## 経歴
3歳の頃からピアノを始め、中学の頃にはシンセサイザーで打ち込みを始めるようになる。大阪星光学院中学校・高等学校から京都大学総合人間学部に進学し、京都アカペラサークルCrazy Clefでアカペラを始める。
卒業後、作詞家の松井五郎への弟子入りを経て、2007年より事務所に所属し本格的に音楽活動を開始するが、鳴かず飛ばずの状態だったという。
この頃にニコニコ動画に出会い、投稿された動画に刺激を受け、ヒャダインの名前で投稿を始める。ゲームのBGMをアレンジし自作の詞で歌った曲は口コミやSNSなどを介して徐々に広がり、日本国内のみならず世界各国からアクセスが増加、好意的な反響を得るようになる。こうした反響が本人にとって自信となり、これが転機となってSUPALOVEに移籍。以後J-POPやアイドルソング、アニメソングなどをはじめとする幅広いジャンルの楽曲を手がけるようになり、数々のヒット曲を生み出すまでに至る。オリコンシングルチャート1位獲得の快挙も成し遂げた。
当初、「ヒャダイン」としてはプロフィールを公開しておらず、その素性は謎とされていたが、2010年5月5日のヒャダイン名義でのブログにて「前山田 健一」個人である事を告白。プロであることを告白した後もヒャダインとしてのニコニコ動画での活動は続けており、その一方で正体を明かしたことにより前山田健一としての顔出し出演も増えた。
2011年4月、テレビアニメ『日常』のオープニングテーマ『ヒャダインのカカカタ☆カタオモイ-C』にて、歌手としてヒャダイン名義でもメジャーデビューを果たす。同作では前山田名義にて作詞・作曲・編曲も担当した。レーベルはランティス。
2011年7月25日、自身のTwitterアカウントにてスターダストプロモーション芸能3部と業務提携を結んだことを発表した。
2011年8月27日、さいたまスーパーアリーナにおけるAnimelo Summer Live2011に出演。2万7千人の前でパフォーマンスを披露した。
2012年4月30日、自身のTwitterアカウントにて2012年5月からファイブエイスに移籍することを発表した。スターダストプロモーション芸能3部との業務提携は継続。
雑誌「GQ」主催により2012年11月19日発表された「GQ Men of the Year 2012」を受賞。2012年に活躍した男性として織田裕二・村田諒太・北島康介・有吉弘行らと並んで選出された。
2013年1月28日付オリコンシングルウィークリーチャートにおいて自作曲がTOP10内に3曲ランクインするという快挙を成し遂げた（3位 私立恵比寿中学「梅」、9位 ゆず「REASON」（共作）、10位 でんぱ組.inc「W.W.D」）。
2014年12月27日公開の能年玲奈（現：のん）主演映画『海月姫』の劇中音楽を担当することが発表された。

## 人物
- 血液型O型[8]。
- 自身の音楽性に関して、ピチカート・ファイヴなどのいわゆる「渋谷系」と呼ばれる音楽から多大な影響を受けたと語っている。[要出典]
- 2012年には野宮真貴のデビュー30周年記念アルバムにプロデューサーとして参加している。この時担当した『ベイビィ・ポータブル・ロック』は前山田が最もプロデュースしたかった曲で、レコーディングの際には自分がアレンジした曲を歌っている野宮の姿を見て涙を流した。30周年特別サイト内のお祝いコメントでも感謝の言葉を述べている[9]。また、3月19日に行われた30周年記念ライヴにもゲストとして参加した。
- 小室サウンドに衝撃を受け小室哲哉が開発に関わっていたEOS B700を購入。これが最初に買ったシンセサイザーである。後に、2013年12月4日にはiTunes限定で、小室哲哉との共作で当機のシンセサイザーのみで作曲・編曲された小室哲哉 VS ヒャダインの「22世紀への架け橋」が配信された。
- 自身がモーニング娘。等のハロー!プロジェクトのアイドルのファンだったことから、そのプロデューサーであるつんく♂や、AKB48のプロデューサーである秋元康からも影響を受けているとインタビューで述べている[10]。
- ヒャダインとしての活動の原点になっているゲーム音楽からも多大な影響を受けていて、特に『ロマンシング サ・ガ』等を手掛けた伊藤賢治の作品に最も影響を受けたと語っている[11]。
- タモリのファンであることを公言している。また、鉄道ファンでもあり、『タモリ倶楽部』で鉄道をテーマにした回にゲスト出演することも多い（総合車両製作所の工場見学の回に出演した際に東急7200系電車を運転した）。後に同番組の企画でスターダストプロモーション所属タレントの有志を集めて「スターダスト電車クラブ」を結成した（会員No.0001）。専門分野は「地下鉄のラインカラー」。
- 趣味・特技は水泳、料理。
- サウナ好きとしても有名であり、日本全国のサウナを旅歩いている。
- 動物好きでもある。
- 父親は沖縄県石垣島出身のカメラマン[12]。
- 好きな曲にAKINO from bless4の「荒野のヒース」を挙げている[13]。

## 「前山田健一」としての提供作品

### あ行
アイドル妖怪カワユシ♥
アイドル妖怪カワユシ♥
- 「カワユシ♥アラワル」（作詞・作曲・浅田将明と共編曲）

i☆Ris
- 「ドラえもんのうた」（編曲）
- 「あっぱれ！馬鹿騒ぎ」（作詞作曲）

赤い公園
- 「絶対的な関係 〜ヒャダインのリリリ☆リミックス〜」（リミックス）

赤マルダッシュ☆
- 「赤マル急上昇ダッシュ!!!!」（作詞・作曲・編曲）

Aqours
- 「わーいわいわい わいわいわい!」（わいわいわい）（作詞・作曲）

麻生夏子
- 「Perfect-area complete!」（作曲・編曲）
- 「Dream into action!」（作曲）
- 「More-more LOVERS!!」（作曲・編曲）
- 「恋愛向上committee」（作曲・編曲）
- 「エウレカベイビー」（作曲・編曲）
- 「Movement of magic」（作曲・編曲）

@JAM ALLSTARS 2014
- 「夢の砂 〜a theme of @JAM〜」（作詞・作曲・編曲）

Appare!
- 「Appear on the stage」（作詞・作曲）
- 「2020」（作詞・作曲）
- 「コードネーム　ONION」（作詞・作曲）
- 「大爆走！しゅばどかーん！」（作詞・作曲）

アナサー男子三人衆
- 「俺達の、理不尽（プライド）」（作詞・作曲・編曲）

あばれる君
- 「ZE」（作曲・編曲）

あらなるめい
- 「お前のことなんか 好きじゃないからなー！！！」（作詞・作曲）

アンジュルム
- 「タデ食う虫もLike it!」（作詞・作曲）
- 「人生、すなわちパンタ・レイ」（作詞・作曲）

＿＿（アンダーバー）
- 「まじしゃんず☆さまー」（作曲）

UNKNOWN NUMBER!!!
- 「キボウノヒカリ」（作詞・作曲）
- 「beatdown」（作詞・作曲）

AMPTAKxCOLORS
- 「AMPTAKxレインボーロード中77％」（作詞・作曲）[14]

飯田里穂
- 「KISS! KISS! KISS!」（作詞・作曲・編曲）

いぎなり東北産
- 「どっち？こっち？どうすっぺ！」（作詞・作曲）

=LOVE
- 「樹愛羅、助けに来たぞ」（作曲・編曲）

石田裕子
- 「Changes」（作詞）

いないいないばあっ！
- 「ピカピカブ〜」（作詞・作曲・編曲）
- 「ほっぺっぽ!」（作曲・編曲）

いれいす
- 「よっ！夏大将！LOVE紫外線」（作詞・作曲）
- 「いれいす海賊団の冒険譚-出航の巻- 」（作詞・作曲）
- 「いれサマ!!!!!!!」(作詞・作曲)

上坂すみれ
- 「生活こんきゅーダメディネロ」（作詞・作曲）

兎田ぺこら
- 「全人類 兎化計画！」（作詞・作曲）

浦島坂田船
- 「誠 -Live for Justice-」（作詞・作曲）
- 「Gotcha!」（作詞・作曲）
- 「飲めや 歌えや 踊れや 騒げ」（作詞・作曲）

泡沫パーティーズ
- 「CHUPA☆CHUWAしちゃいたい！」（作詞・作曲）

AKB48
- 「となりのバナナ」（作曲・編曲）
- 「初恋よ、こんにちは」（作曲）

A.B.C-Z
- 「アツあつ!? 夏フェス☆」（塚田僚一のソロ曲）（作詞・作曲）
- 「忘年会 BOU! NEN! KAI!」（作詞・作曲）

Aぇ! group
- 「ばんざいデスコ」（作詞・作曲）

S★スパイシー
- 「DUST in STARDUST」（作詞）

FTISLAND
- 「TOP SECRET」（作詞）

every♥ing!
- 「What is L♥VE?」（作詞・作曲・編曲）
- 「にゃんこ is L♥VE!」（作詞・作曲・編曲）

大島麻衣
- 「メンドクサイ愛情」（作曲・編曲）
- 「愛ってナンダホー」（作曲・編曲）

太田裕美
- 「ステキのキセキ」（作曲・編曲）
- 「たゆたうもの」（作詞・作曲・編曲）

大森靖子
- 「IDOL SONG」（編曲）

小倉唯
- 「thx!!」（作詞）

乙女新党
- 「もうそう★こうかんにっき」（作詞）

小野大輔
- 「canvas」（作詞・作曲・編曲）

Idol School（中国のアイドルグループ）
- 「毕业歌」（編曲）
- 「Happy Happy New Year Yeah」（編曲）
- 「啦啦啦啦圣诞快乐耶」（編曲）
- 「我的世界我知道你不懂，好，请别管我」（編曲）

### か行
KAMIGATA BOYZ
- 「無責任でええじゃないかLOVE」（作詞・作曲）

カントリー・ガールズ
- 「書いては消しての "I Love You"」（作詞・作曲）

氣志團
- 「はすっぱ」（作詞・作曲・編曲）

Kis-My-Ft2
- 「Mother Moon」（作詞・作曲）
- 「ヲタクだったって It's Alright!」（宮田俊哉のソロ曲）（作詞・作曲）

きつね × EXIT
- 「L.O.K.F」（作詞・作曲・プロデュース）

CANDY TUNE
- 「推し♡好き♡しんどい」（作詞・作曲）

King & Prince
- 「フィジャディバ グラビボ ブラジポテト！」（作詞・作曲）
- 「バトル・オブ・バトラー！」（作詞・作曲）

GANG PARADE
- 「涙のステージ」（編曲）
- 「FiX YOUR TEETH」（作詞・作曲）

久保ユリカ
- 「ジャーーーーンプ アッッッップ!!!!」（作詞・作曲・編曲）

96猫
- 「フィロソフィーエッグ」（作曲・編曲）

K
- 「525600min. 〜Seasons of Love」（作詞・作曲）

けみお
- 「若者たち」（編曲）

ケラケラ
- 「MAKE UP」（編曲）

Gero
- 「うどん」（作詞・作曲・編曲）
- 「吾輩はオス猫である」（作詞・作曲・編曲）
- 「You Can Do It 〜夢を追いかけて〜」（作詞・作曲）
- 「見てるだけ」（作詞・作曲）

倖田來未 × misono
- 「It's all Love!」（作曲）

郷ひろみ
- 「99は終わらない」（作詞・作曲・編曲・プロデュース）

ゴスペラーズ
- 「SING!!!!!」（作詞・作曲・編曲・プロデュース）

こぶしファクトリー
- 「チョット愚直に!猪突猛進」（作詞・作曲）

小松未可子
- 「LISTEN!!」（作詞・作曲・編曲）

小室哲哉 VS ヒャダイン
- 「22世紀への架け橋」（小室哲哉と共作詞・共作曲・共編曲）

ゴリパラ
- 「きったねぇ中年の見聞録」（作詞・作曲）

こんどうようぢ
- 「30th CENTURY BOY」（作曲）

### さ行
SILENT SIREN
- 「お茶の水グラフィティ」（作曲）

ザ・コインロッカーズ
- 「夢がない僕が夢をみたんだ」（作詞）

佐々木彩夏
- 「だって あーりんなんだもーん☆」（作詞・作曲・編曲）
- 「あーりんは反抗期!」（作詞・作曲・編曲）
- 「あーりんはあーりん♡」（作詞・作曲・編曲）
- 「My Cherry Pie（小粋なチェリーパイ）」（作詞・作曲）
- 「My Hamburger Boy（浮気なハンバーガーボーイ）」（作詞・作曲）
- 「キューティーハニー」（編曲）
- 「君が好きだと叫びたい」（編曲）
- 「私を選んで!花輪くん」（作詞・作曲）
- 「あーりんちゅあ」 (作曲・編曲）
- 「ハッピー♡スイート♡バースデー!」（作詞・作曲・編曲）
- 「仕事しろ」(作曲)

佐咲紗花
- 「Zzz」（作詞・作曲・編曲）
- 「ガッコーガッコーLIFE!!」（作詞・作曲・編曲）

佐藤優樹
- 「Ding Dong」（作詞）

さよならポニーテール
- 「無気力スイッチ ヒャダインのリリリリ☆リミックス」（リミックス）

沢田知可子
- 「ありがとう さようなら」(作詞・作曲)

椎名林檎
- 「プライベイト」（編曲）
- 「ジユーダム ヒャダインのリリリリ☆リミックス」（リミックス）

sis
- 「愛のバッテリー」（訳詞　編曲）
- 「Ding Dongください」（訳詞）

しょうわ時代
- 「Oh yeah, "G"!」（作詞・作曲・編曲）

jealkb
- 「瞳・華」（作詞・作曲）

SPR5
- 「気持ちはWhite Xmas」（作詞・作曲）

しょこたん♥さっちゃん
- 「無限∞ブランノワール」（作詞・作曲・編曲）

下野紘
- 「WE GO -On Your Mark-」 (作詞・作曲)

Juice=Juice
- 「KEEP ON 上昇志向!!」（作詞・作曲）

不知火フレア
- 「大還元祭！夢のフレアチャンネル！」（作詞・作曲）[15]

私立恵比寿中学
- 「えびぞりダイアモンド!!」（作詞・作曲・編曲）
- 「どしゃぶりリグレット」（作詞・作曲・編曲）
- 「ザ・ティッシュ 〜とまらない青春〜」（作詞・作曲・編曲）
- 「エビ中一週間」（作詞・作曲・編曲）
- 「オーマイゴースト? 〜わたしが悪霊になっても〜」（作詞・作曲・編曲）
- 「ご存知! エビ中音頭」（作詞・作曲・編曲）
- 「もっと走れっ!!」（作詞・作曲・編曲）
- 「永遠に中学生」（作詞・作曲・編曲）
- 「ebiture」（作詞・作曲・編曲）
- 「エビ中 出席番号のうた その1」（作詞・作曲・編曲）
- 「放課後ゲタ箱ロッケンロールMX」（作詞・作曲・編曲）
- 「Go! Go! Here We Go! ロック・リー」（作詞・作曲・編曲）
- 「梅」（作詞・作曲・編曲）
- 「I'm your MANAGER!!!」（共作詞・作曲・編曲）
- 「金八DANCE MUSIC」（作詞・作曲）
- 「エビ中 出席番号のうた その2」（作詞・作曲・編曲）
- 「参枚目のタフガキ」（作詞・作曲）
- 「フォーエバー中坊」（作詞・作曲）
- 「アンタ」（作詞・作曲・編曲）
- 「一生一緒いいっしょ?」（作詞・作曲・編曲）
- 「そろそろくるぞ」（作詞・作曲・編曲）
- 「ぁぃぁぃといく日本全国鉄道の旅」（作詞・作曲・編曲）
- 「中目黒の冬風・・・NAMIDA」（作詞・作曲）
- 「Sweet of Sweet 〜君に届くまで〜」（作曲）
- 「エビ中出席番号の歌 その3」（作詞・作曲）

スガシカオ × ヒャダイン
- 「モンスターディスコ」（編曲）

鈴木愛奈* 
- 「RED BLAZE: BLUE FLAME」（作詞）

SUCCESS
- 「JUMP & SONIC - HEY-YO!! -」（teamSUCCESSと共作詞・作曲・編曲）

SUPER EIGHT
- 「TAKOYAKI in my heart」（作詞・作曲）
- 「三十路少年」（作詞・作曲）
- 「関ジャニ∞ on the STAGE」（作詞・作曲）

SUPER☆GiRLS
- 「クラムチャウダーが冷めちゃう月曜日」（作詞・作曲・編曲）

THE SUPER FRUIT
- 「どーぱみんみん あどれなりんりん」（作詞・作曲）
- 「まにまに」（作詞・作曲）

すとぷり
- 「未来のキミから大丈夫！」（作詞・作曲）[16]

スフィア
- 「Ding! Dong! Ding! Dong!」（作詞・作曲・編曲）

SMAP
- 「手を繋ごう」（作詞・作曲）
- 「おはよう」（作詞・作曲）
- 「Silence」（作詞・作曲）
- 「ココカラ 〜ヒャダインのリリリリ☆リミックス〜」（リミックス）

ŹOOĻ
- 「ササゲロ-You are mine-」（作詞・作曲・編曲）

赤飯
- 「おにゃのこ きねんび」（作詞・作曲・編曲）

### た行
高城れに
- 「ユーアノッアロン」（作曲）

高橋みなみ
- 「カツ丼 in da house」（作詞・作曲・編曲）

たこやきレインボー
- 「なにわのはにわ」（作詞・作曲・編曲）
- 「絶唱! なにわに生まれた少女たち」（作詞・作曲・編曲）
- 「まいっちんぐ☆まいまいマジック」（作詞・作曲・編曲）
- 「道子とクラリス 〜感動の再会編〜」（作詞・作曲・編曲）
- 「元気売りの少女 〜浪花名歌五十選〜」（作詞・作曲・編曲）
- 「道子とクラリス 〜魂の激闘編〜」（作詞・作曲・編曲）
- 「ナンバでサンバ2」（作詞・作曲・編曲）
- 「どっとjpジャパーン!」（作詞・作曲）
- 「MBS 〜家族の歌〜」（作詞・作曲）
- 「ありがとう たこやきレインボーです」（作詞）
- 「ちちんぷいぷいぷい」（作詞・共作曲）（作曲は大熊猫酸太夫と共作）
- 「尼崎テクノ」（作詞・作曲）
- 「恋するビリケンさん」（作詞・作曲）
- 「overture 〜tacoture〜」（作曲）
- 「ナンバサンバイジャー」（作詞・作曲・編曲）
- 「RAINBOW 〜私は私やねんから〜」（作詞・作曲）
- 「じゆう! そう! フリーダム!」（作詞・作曲）
- 「まねー!!マネー!?Money!!」（共作詞・作曲）（作詞はばんぼびと共作）
- 「ほなまたね　サマー」（作詞・作曲・編曲）
- 「Double Rainbow -Introduction-」（作詞・作曲・編曲）
- 「Whoop It Up!」（共作詞・共作曲）（作詞・作曲ともに吉野晃一と共作）
- 「輝け!おっサンシャイン！」（作詞）
- 「Double Rainbow -Reprise-」（作詞・作曲）
- 「私、ただ恋をしている」（作詞・作曲）
- 「もっともっともっと話そうよ-Digital Native Generation-」（作詞・作曲・編曲）
- ファミリア・デ・セレッソ「ホーム最強」（作詞・作曲）（作詞は森島寛晃と共作）

タツノコプロダクション×Lantis
- 「ガッチャマンの歌」（編曲）

チームしゃちほこ
- 「満腹! 笛ロマンス」（作曲・編曲）

地下すぎプリンセス
- 「ムーンライト・ラビリンス」（作曲・編曲）

ChouCho
- 「Million of Bravery」（作詞・作曲・編曲）

超特急
- 「バッタマン」（作詞・作曲・プロデュース）
- 「バッタマン Lunatic ver.」(作詞・作曲)
- 「超特急です!!!!!!!!」（編曲）

チョコレートプラネット
- 「TT体操」（TAKESHIと共作曲・編曲）

月島きらり starring 久住小春（モーニング娘。）
- 「はぴ☆はぴ サンデー!」（作詞・作曲・編曲）

津田美波・佐々木智代・原嶋あかり
- 「Sing a Song Aloud!」（作詞・作曲・編曲）

Tiara
- 「Don't Stop」（Tiaraと共作詞）

DISH//
- 「ギブミーチョコレート!」（作詞・作曲・編曲）
- 「ザ・ディッシュ 〜とまらない青春・食欲編〜」（作詞・作曲・編曲）
- 「いつかはメリークリスマス」（作詞・作曲・編曲）
- 「We Are DISH//」（作詞・作曲・JackPotBeatsと共編曲）
- 「JK//」（DISH//と共作詞・作曲）
- 「親のスネスゲーうめえっすね～」（DISH//と共作詞）

D-51
- 「4.9センチ」（作詞・作曲）

D-LITE
- 「ナルバキスン (Look at me, Gwisun)」（日本語詞）
- 「テバギヤ (A Big Hit!)」（日本語詞）

DJやついいちろう
- 「てんけてんけてん」(作詞・作曲・編曲・プロデュース)
- 「純情エクスタシィ」(作詞・作曲)

寺島拓篤
- 「あいのうた」（作曲・編曲）

でんぱ組.inc
- 「Future Diver」（編曲・プロデュース）
- 「強い気持ち・強い愛」（編曲）
- 「Sabotage」（編曲）
- 「W.W.D」（作詞・作曲・編曲）
- 「W.W.D II」（作詞・作曲）
- 「ノットボッチ...夏」（編曲）
- 「ハジマリ。〜WORLD WIDE DEMPA〜」（作曲・編曲）
- 「ちゅるりちゅるりら」（作詞・作曲）
- 「おつかれサマー!」（北川悠仁と共作詞・共作曲）
- 「続・PUNCH LINE!」（作詞・作曲）
- 「とんちんかんちん一休さん」（編曲）
- 「破! to the Future」（作詞）
- 「スーパーカリフラジリスティックエクスピアリドーシャス」（編曲）
- 「轆轤KISS」（作曲・編曲）
- 「すきすきソング」（編曲）
- 「WWDBEST」（共作による作詞）
- 「ギラメタスでんぱスターズ」（作詞）
- 「太陽系観察中生命体」（作詞）
- 「FD3 GO DEMPA ROCKET」（編曲）
- 「ムーンライト伝説」（編曲）
- 「愛が地球救うんさ！だってでんぱ組.incはファミリーでしょ」（作詞）
- 「なんと！世界公認 引きこもり！」（作詞）
- 「ポジティブ☆ストーリー」（成瀬瑛美と共作詞）
- 「プリンセスでんぱパワー! シャインオン! 」（作詞・作曲）
- 「玉虫色ホモサピエンス」（作詞・作曲）
- 「ドキ+ワク=パレード！」（作詞）
- 「接吻〜らぶらぶ🖤ちゅ〜」（e-nneと共作詞・編曲）

東京力車
- 「ニビイロトーキョー〜チャンチキおけさ〜」（共作詞・共作曲）
- 「Sole！～おまんた囃子～」（共作詞・共作曲）
- 「握手をしよう～世界の国からこんにちは～」（共作詞・共作曲）

東方神起
- 「Share The World」（作曲）

ときめき♡宣伝部
- 「どどどどどりーまー」（作曲）

### な行
9nine
- 「3three」（作詞・作曲・編曲）
- 「Why don't you RELAX?」（日本語作詞・作曲・プロデュース）

中川翔子
- 「宇宙でプロポーズ」（作詞・作曲・編曲）
- 「愛してる」（作詞・作曲・編曲）
- 「タイプ：ワイルド」（『ポケットモンスター サン&ムーン』版、編曲・プロデュース）[17]
- 「六畳間から、世界へ」（作詞・作曲・編曲）
- 「君のまんまがいいんだよ」（作詞・作曲・編曲）
- 「雲の上に雲はなくて」（作詞・作曲）

中島愛
- 「Life's the Party Time!!」（共作詞・作曲・編曲）（作詞は中島愛と共作）

長嶋はるか
- 「EQUALロマンス」（編曲）

流田Project
- 「ヴァンパイヤ学園☆CHU-WA」（作曲）

nao
- 「神次元! ふぉーちゅん・まてりある」（作曲・編曲）

夏の魔物
- 「魔物、BOM-BA-YE 〜魂ノ覚醒編〜」（作曲・編曲）
- 「未来は僕等の風が吹く」（作詞・作曲・編曲）
- 「シン・魔物、BOM-BA-YE 〜魂ノ共鳴編〜」（只野菜摘と共作詞・作曲）

流れ星
- 「岐阜ミーチャンス」(作曲・編曲・サウンドプロデュース)

なにわ男子
- 「僕空 ～足跡のない未来～」（作詞・作曲）

西明日香
- 「どきどきしちゃうどっきどき」（作詞・作曲）

NU-KO & yunocy
- 「No Day But Today!」（作詞・作曲・藤原燈太と共編曲）

虹のコンキスタドール
- 「女の子むてき宣言!」（作詞・作曲・編曲）
- 「レトルト 〜華麗なる愛〜」（作曲）
- 「美味いものファンクラブ」（作詞・作曲）

ノースリーブス
- 「君しか」（作曲）
- 「ジェシカはドアをノックしない」（作曲）

NORD
- 「きたからきた！セクシーダイナマイト！！」（作詞・作曲）

野宮真貴
- 「ベイビィ・ポータブル・ロック」（編曲）

### は行
バクステ外神田一丁目
- 「ハリネズミとジェリービー」（作曲）
- 「どうせ推されない」（作曲）

羽多野渉
- 「I'm a Voice Actor」（作詞・作曲・編曲）

はちみつロケット
- 「おかしなわたしとはちみつのきみ」（作詞・作曲）

PUFFY
- 「パフィピポ山」（作詞）
- 「抱きたきゃ抱けばEじゃNIGHT☆」(共作詞・作曲・編曲)

はやぶさ
- 「エボレボ！」（作詞・作曲・編曲）
- 「りふじんじん」（作詞・作曲・編曲）
- 「未来はジョー！ジョー！」（作詞・作曲・編曲）
- 「蜘蛛男のダンス」（作曲・板垣祐介と共編曲）
- 「ジョー☆デッキー！」（作詞・作曲・編曲）
- 「超天フィーバー！」（作詞・作曲・編曲）
- 「キンキラKING!」（作詞・作曲・編曲）

バンドじゃないもん!
- 「パヒパヒ」（編曲）

伴都美子
- 「Refrain」（伴都美子と共作詞）

halca
- 「Ride on Music!」（作詞・作曲・編曲）
- 「告白バンジージャンプ」（作詞・作曲）

ハロプロ・オールスターズ
- 「ハロー!ヒストリー」（作詞・作曲）

柊木りお
- 「BANZAI!BANZAI!」（作詞・作曲・編曲）

ピコ
- 「傘」（作詞・作曲・編曲）

緋月ちな
- 「すっぴんでコンビニ」（編曲）

BEYOOOOONDS
- 「きのこたけのこ大戦記」（作詞・作曲・共編曲）（編曲は徳田光希と共作）
- 「虎視タンタ・ターン」（作曲）

平井堅
- 「おねがいジュリー☆ ヒャダインのリリリリ☆リミックス」（リミックス）

平野綾
- 「PizzzzzzzA!!!!!!!」（作詞・作曲・編曲）

星屑スキャット
- 「新宿シャンソン(ヒャダインのリリリリ☆リミックス~新宿無間地獄篇~)」（リミックス）

Fear, and Loathing in Las Vegas
- 「Chase the Light! (ヒャダインのリリリリ☆リミックス)」（リミックス）

フィッシャーズ
- 「好きなこと無制限」（作詞・作曲・編曲）
- 「6 PACK PARADISE 〜序章〜」（作詞・作曲・編曲）
- 「HAPPY WEDDING 珍道中」（作詞・作曲・編曲）
- 「絶好調!!!!!!」（作詞・作曲）

フィロソフィーのダンス
- 「ライク・ア・ゾンビ（ヒャダインのリリリリ☆リミックス）」（リミックス）
- 「ドント・ストップ・ザ・ダンス」 (作詞)

福原遥 × 戸松遥
- 「It's Show Time!!」（作詞）

ベイビーレイズJAPAN
- 「Ride On IDOROCK」（作詞・作曲）

Base Ball Bear
- 「ぼくらのfrai awei」（小出祐介と共作詞・共作曲）

ベボガ!
- 「BE!」（作詞・作曲）

BOYS AND MEN
- 「帆を上げろ!」（作曲）
- 「炎・天下奪取」（作詞・作曲）
- 「BOYS AND MEN 夜露四苦」（作詞・作曲）
- 「D.T.G.」（作詞・作曲）

ふぉ～ゆ～
- 「コール＆レスポンス4U.」（作詞・作曲）

### ま行
まいきち
- 「ヒロイン願望 暴走中」（作詞・作曲・編曲）

前島亜美
- 「小さな世界」（編曲）

増田恵子
- 「最後の恋」（編曲）
- 「富士山だ」（編曲）

MAX
- 「#SELFIE 〜ONNA Now〜」（日本語詞・作曲）

MARiA
- 「We've gotta have a party!」（作詞・作曲・編曲）

松平健
- 「マツケンEDM」（共作詞・共作曲）

三浦祐太朗
- 「ハタラクワタシヘ」（作曲・太田貴之と共編曲）
- 「Home Sweet Home!」（作曲・編曲）

ミルクス
- 「とんちんかんちん一休さん」（編曲）

ミルクス本物
- 「北の国から愛を込めて」（作曲・編曲）

ミサミサ
- 「家政婦? OK!」（作曲・編曲）

水樹奈々
- 「Million Ways=One Destination」（作詞・共作曲）（作曲は伊藤賢治と共作）

みみめめMIMI
- 「お絵描き」（編曲）

三森すずこ
- 「FUTURE IS MINE」（作詞・作曲・編曲）

MilkyWay
- 「タンタンターン!」（作詞・作曲・編曲）

ミルキィホームズ
- 「ミルキィ100ワールド」（作曲・編曲）
- 「総天然色フルパワー！」（作曲）

みゆはん
- 「コロコロ魂！」（編曲）

meiyo
- 「彼此のコレカラ」（meiyoと共編曲・プロデュース）

MEG
- 「SOUTHPAW」（MEGと共作詞・作曲）

メロン記念日
- 「Give Me Up」（編曲）

モーニング娘。
- 「WE ARE LEADERS! ～リーダーってのもつらいもの～」（モーニング娘。リーダーズ）（作詞・作曲）

ももいろクローバーZ
- 「行くぜっ! 怪盗少女」（作詞・作曲・編曲）
- 「ココ☆ナツ」（作詞・作曲・編曲）
- 「ミライボウル」（大隅知宇と共作曲）
- 「全力少女」（琴織と共作詞）
- 「あかりんへ贈る歌」（作詞・作曲・編曲）
- 「デコまゆ 炎の最終決戦」（作詞・作曲・編曲）
- 「Z伝説 〜終わりなき革命〜」（作詞・作曲・編曲）
- 「ワニとシャンプー」（作詞・作曲・編曲）
- 「ももクロのニッポン万歳!」（作詞・作曲・編曲）
- 「だって あーりんなんだもーん☆」（作詞・作曲・編曲）
- 「サンタさん」（作詞・作曲・編曲）
- 「We are UFI!!!」（作詞・作曲・編曲）
- 「猛烈宇宙交響曲・第七楽章「無限の愛」」（作詞・作曲・編曲）
- 「あーりんは反抗期!」（作詞・作曲・編曲）
- 「シングルベッドはせまいのです」（作詞・作曲・編曲）
- 「事務所にもっと推され隊」（作詞・作曲・編曲）
- 「ニッポン笑顔百景」（作詞・作曲・編曲）
- 「もリフだョ! 全員集合」（作詞・作曲・編曲）
- 「ベター is the Best」（作詞・作曲・編曲）
- 「灰とダイヤモンド」（作曲）
- 「武陵桃源なかよし物語」（作詞・作曲）
- 「愛を継ぐもの」（作詞・作曲）
- 「Hanabi」（作曲）
- 「あーりんはあーりん♡」（作詞・作曲・編曲）
- 「真冬のサンサンサマータイム」（作詞・作曲）
- 「あいさつ! アイラブユー!」（作詞・作曲・編曲）
- 「Yum-Yum!」（作詞・作曲・編曲）
- 「新しい青空へ」（作詞・作曲）
- 「行くぜっ!怪盗少女 -ZZ ver.-」(作詞・作曲)
- 「Z伝説 〜ファンファーレは止まらない〜」（作詞・作曲）
- 「でんでんでんしゃ」（作詞・作曲）
- 「ももクロの令和ニッポン万歳!」（作詞・作曲）
- 「私を選んで!花輪くん」（作詞・作曲）
- 「サンタさん -ZZ ver.-」（作詞・作曲）
- 「ココ☆ナツ -ZZ ver.-」(作詞・作曲)
- 「overture〜ももいろクローバーZ参上!!〜」（作曲・編曲）
- 「BUTTOBI!」（作詞・作曲）
- 「MONONOFU NIPPON feat.布袋寅泰 」（作詞・作曲）

森口博子
- 「星より先に見つけてあげる」（作曲・編曲）

### や行
山崎育三郎
- 「MIRROR BALL '19」（サウンドプロデュース）
- 「Theme of MIRROR BALL'19」（作曲・編曲）
- 「Theme of MIRROR BALL'19 (Reprise)」（作曲・編曲）

山下智久
- 「ERO -2012 version-」（作曲・編曲）
- 「パレード」（作詞・編曲）

やなぎなぎ
- 「Burn Out the ENERGY」（作詞・作曲）
- 「continue」（作曲・編曲）

ゆいかおり
- 「HEARTBEATが止まらないっ!」（作詞）
- 「Shooting☆Smile」（作詞）
- 「CUE the Future 〜「Q」のテーマ〜」（作詞・作曲・編曲）
- 「ウェィカッ!!」（作詞・作曲・編曲）
- 「PUPPY LOVE!!」（作詞・作曲・編曲）
- 「キュッ! キュッ! Curiosity!!」（作詞・作曲・編曲）
- 「君が世界で世界は君で」（作曲・編曲）

ゆず
- 「REASON」（ゆずと共作詞・共作曲・共編曲）
- 「流れ星キラリ」（ゆずと共編曲）
- 「表裏一体」（ゆずと共作詞・共作曲・共編曲・共プロデュース）
- 「ユートピア」（ゆずと共編曲）
- 「夜霧の伊勢佐木町 〜愛の真世界編〜」（編曲・共プロデュース）（プロデュースはゆずと共同）
- 「OLA!!」（共編曲・共サウンドプロデュース）（編曲は北川悠仁、サウンドプロデュースはゆずと共同）
- 「終わらない歌」（北川悠仁と共作詞・共作曲・共編曲）

横山だいすけ
- 「ぼんたかたっか ぼんぼん音頭」（作詞・作曲・編曲）
- 「チーズばんざい!」（作詞・作曲・編曲）
- 「ENJOY! ランドセル」（作詞・作曲・編曲）

横山ルリカ
- 「Walk My Way」（作詞・作曲）
- 「永遠に咲く花」（作詞・作曲）
- 「Your Voice, My Life」（作詞・作曲）
- 「Across The Sky」（作詞・作曲）
- 「SHUT YOUR MOUTH!!!!!!」（作詞・作曲）

吉木りさ
- 「ボカロがライバル☆」（作詞・作曲・編曲）
- 「世界は教室だけじゃない」（作詞・作曲）

### ら・わ行
LoVendoЯ
- 「ぶっぱなせ Baby, I love Ya!」（作詞・作曲）

Little Glee Monster
- 「JOY」（作詞・作曲）

LinQ
- 「LinQuest 〜やがて伝説へ… 」（作詞・作曲）

LiSA
- 「Merry Hurry Berry」（作曲）

Ryuchell
- 「LINK」（Ryuchellと共作詞・作曲）
- 「Diversity Guys!」（Ryuchellと共作詞・作曲）
- 「SUPER CANDY BOY」（Ryuchellと共作詞・作曲）
- 「You Are My Love」（Ryuchellと共作詞・作曲）

ROOT FIVE
- 「Break it Out!!」（作詞・作曲・編曲）

レインボー
- 「コンパに悪戦苦闘する女子の歌」（作詞・作曲・編曲）

Rev. from DVL
- 「屋上のスキマ 白いソラ」（作詞・作曲・プロデュース）

ロッカジャポニカ
- 「アブラカタブラ アルジェブラ」（作詞・作曲・編曲）

ROF-MAO
- 「Let’s Get The Party Started!」（作詞・作曲）
- 「Life is Onceで候」(作詞・作曲)

渡辺麻友
- 「カズン」（作曲）

### アニメ・ゲームソング関連
アイドルマスターシリーズ
- アイドルマスター ミリオンライブ!
  - 「Rebellion」（作曲）
  - 「MY STYLE! OUR STYLE!!!!」（作詞・作曲）
  - 「スポーツ! スポーツ! スポーツ!」（作詞・作曲）

あんさんぶるスターズ!
- 「五色のShooting☆Star!!!!!」（作詞・作曲）
- 「疾風迅雷 忍び道」（作詞・作曲）

異世界かるてっと
- 「異世界ガールズトーク」（作曲）

ウマ娘プリティーダービー
- 「立ち位置ゼロ番！順位は一番！ 」（作詞・作曲）
- 「どどっと優勝！大感謝祭！」（作詞・作曲）

オンゲキ
- 「めんどーい! やっほーい! ともだち!」（作詞・作曲・編曲）

頭文字D Fourth Stage
- 「Don't Go Baby!!」（作詞・作曲・編曲、ed 名義）
- 「Get The Future」（作詞・作曲・編曲、ed 名義）

会長はメイド様!
- 「Groovin'」（編曲）

ガヴリールドロップアウト
- 「ガヴリールドロップキック」（作詞・作曲・編曲）

かってに改蔵
- 「ナニがナニでナニなの…」（作詞・作曲・編曲）
- 「初めて、だから…」（作詞・作曲・編曲）

きらりん☆レボリューション
- 「負けん気! 強気! 元気! 前向き!」（作詞・作曲・編曲）
- 「はてはてな」（作詞・作曲・編曲）

繰繰れ! コックリさん
- 「Welcome!! DISCOけもけもけ」（作詞・作曲・編曲）

クレヨンしんちゃん
- 「オラはにんきもの 25th MIX」（編曲）
- 「オラはにんきもの 2019 MIX」（編曲）

GETUP! GETLIVE!
- 「GETUP! GETLIVE!」（作詞・作曲）

StarTails
- 「夕焼けといっしょに」（作曲）

ささみさん@がんばらない
- 「浸透圧シンフォニー」（作詞・作曲・編曲）

シャイニング・ハーツ 〜幸せのパン〜
- 「時世界 〜トキセカイ〜」（作詞・作曲）
- 「ふわっふわのまほう」（作詞・作曲）

侵略!イカ娘
- 「渚はサーフィン Go! Go! Go!」（作詞・作曲・編曲）
- 「も・じ・も・じ Beating☆Heart」（作詞・作曲・編曲）
- 「イカ娘の地球侵略マーチ」（作詞・作曲・編曲）

涼宮ハルヒシリーズ
- 涼宮ハルヒちゃんの麻雀
  - 「らくらく全手動空間」（作曲・編曲）

スロウスタート
- 「夕焼けといっしょに」（作曲）

チャギントン
- 「まいにちエブリデイ」（作詞・作曲・編曲）

Phantasic QM
- 「Cheerful smiling」（作曲）

DD北斗の拳
- 「シフトと時給と、ついでに愛をとりもどせ!」（補作詞・編曲）
- 「ほくとのけん いえちゃうかな」（補作詞・作曲・編曲）

D4DJ First Mix
- 「ぐるぐるDJ TURN!!」（作曲）

でんぢゃらすじーさん邪
- 「でんぢゃらすじーさん愛の歌」（作詞・作曲・編曲）

電波女と青春男
- 「イトコ」（Franz Maxwell I.名義。藤澤慶昌・板垣祐介と共作詞・共作曲・共編曲[18]）
- 「昼休みとヘルメットと同級生」（同上）
- 「キボネング・デコの名で」（同上）
- 「永遠の39歳だもーん☆」（同上）
- 「ツヨクネガエ ツヨクハナテ」（同上）
- 「にわ君、すなわち転校生、あるいはイトコ」（同上）

日常シリーズ
- 日常
  - 「なののネジ回しラプソディ」（作詞・作曲・編曲）
  - 「なののおひるねおせんたく」（作詞・作曲・編曲）
  - 「はかせの好きなのなの」（作詞・作曲・編曲）
  - 「はかせのサメといぬ」（作詞・作曲・編曲）
  - 「日常のキャラクターソング その3 阪本さんのニャーというとでも思ったか」（作詞・作曲）
  - 「阪本さんのねこじぇらしー」（作詞・作曲）
  - 「みおのカプってカプって萌えちぎれ」（作詞・作曲）
  - 「ゆっこはほんとにバカだなあ」（作詞・作曲）
  - 「ゆっこのスラマッパギだよ人生は」（作詞・作曲・編曲）
  - 「ゆっこのギャグ百連発」（作詞・作曲・編曲）
  - 「麻衣の涙の阿弥陀如来」（作詞・作曲）
  - 「麻衣のカカカタ☆カタオモイ-梵」（作詞・作曲・編曲）
  - 「笹原のコジロウポルカ」（作詞・作曲）
  - 「笹原の桜舞う時定」（作詞・作曲・編曲）
  - 「みさとの学校生活は爆発だっ!!」（作詞・作曲・編曲）
  - 「みさとの教えてフェっちゃんウェボシー」（作詞・作曲・編曲）
  - 「安中のぴょん! ぴょん! エー!!」（作詞・作曲・編曲）
  - 「関口ユリアの先輩と囲碁サッカー部」（作詞・作曲・編曲）
  - 「桜井先生のドキドキ生活指導」（作詞・作曲・編曲）
  - 「中村先生の科学の名のもとに!」（作詞・作曲・編曲）
  - 「校長のチョーチョー校長」（作詞・作曲・編曲）
- 日常のラヂオ
  - 「東雲研究所の、今日も平和です」（作詞・作曲・編曲）
  - 「ゆっこみお麻衣の、スチャラカ三人衆」（作詞・作曲・編曲）

にゃんぱいあ The Animation
- 「にゃんぱいあ体操」（作詞・作曲・編曲）

ノブナガン
- 「ちいさな星」（作曲）

バクマン。シリーズ
- バクマン。2
  - 「ラッコ11号の歌」（編曲及び、日高里菜と歌唱

パックワールド
- 「PAC THIS WORLD!!!」（作詞・作曲・編曲）

HUNTER×HUNTER
- 「流れ星☆キラリ」（編曲）

パンチライン
- 「PUNCH LINE!」（作詞・作曲・編曲）

ファイナルファンタジーXIV
- 「Forged in Crimson ～紅蓮の求道者～」（編曲）

魔法つかいプリキュア!
- 「魔法アラ・ドーモ！」（作曲）[19]

みつどもえシリーズ
- みつどもえ
  - 「みっつ数えて大集合!」（作曲・編曲）
  - 「つよいするどいしょうがくせい」（作曲・編曲）
  - 「ありがたく思いなさいよねっ!!」（作詞）
  - 「長女だし、ねっ!」（作詞）
  - 「ABCよりDEFっス!!」（作詞・作曲・編曲）
  - 「大人になったら」（作詞・作曲・編曲）
  - 「悪霊さん いらっしゃい!!」（作詞・作曲・編曲）
  - 「同級生は霊媒師!!（いや、違うから…）」（作詞）
  - 「佐藤くんが好きでしょうがない隊」（作詞・作曲・編曲）
  - 「チクビの七変化」（作詞・作曲・編曲）
  - 「おしえてチクビちゃん」（作詞・作曲・編曲）
  - 「ウザイカ」（作詞・作曲・編曲）
  - 「青春はハナヂ色」（作詞・作曲・編曲）
  - 「もうすぐ中学生」（作詞・作曲・編曲）
- みつどもえ 増量中!
  - 「わが名は小学生」（作詞・作曲・編曲）
  - 「わが名はチェリーボーイ」（作詞・共作曲・編曲）（作曲は下野紘と共作）
- みつどもえラジオ「3ちゃんねる」
  - 「まさか三卵性!?」（作詞・編曲）
  - 「先生はこども?子供はせんせい?」（作詞・作曲・編曲）

宮河家の空腹
- 「KACHIGUMI」（作詞・作曲・編曲）
- 「☆に願いを」（作詞・作曲・編曲）
- 「MAKEGUMI」（作詞・作曲・編曲）
- 「四十路峠」（作詞・作曲・編曲）

ももくり
- 「大好きだよ大好きだよ生まれてくれてありがとう」（作詞・作曲・編曲）

らき☆すたシリーズ
- らき☆すた ネットアイドル・マイスター
  - 「な・り・あ・が・り☆」（作曲・編曲）
  - 「なんでだったっけアイドル?」（作曲・編曲）

### 映画劇伴
- 海月姫[20]
- 一度死んでみた[21]

### アニメ劇伴
- 電波女と青春男（Franz Maxwell I.名義。藤澤慶昌・板垣祐介と共同[18]）
- 宮河家の空腹
- でんぢゃらすじーさん邪
- 彼女、お借りします
- 赤ちゃん本部長

### 舞台劇伴
- 市川海老蔵第三回自主公演「ABKAI2015」 - 幕間BGM担当
- サンリオピューロランド「Miracle Gift Parade」
  - 「KAWAII FESTIVAL」（作詞・作曲・編曲）
- Pretty Guardian Sailor Moon Super Live
- 宝塚歌劇団星組「GOD OF STARS -食聖-」
  - 「GOD OF STARS」（作曲）
  - 「Twinkle Memories」（作曲）
  - 「Endless Night」（作曲）

### ゲーム劇伴
- スクウェア・エニックス 「拡散性ミリオンアーサー」iOS/Android
- サイバーエージェント 「スクールファンファーレ」iOS/Android - 編曲担当
- 怒首領蜂大復活（iPhone/iPod touch移植版）
- スクウェア・エニックス 「乖離性ミリオンアーサー」iOS/Android
- 六本木ヒルズ内イベント「祭 with Android」 - 音楽担当
- 「鉄道パークZ」 - 音楽担当
- 「桃太郎電鉄 〜昭和 平成 令和も定番!〜」 - 音楽担当
- 祭 with Android「Android Taico」 - 音楽担当
- TOY'S PARADE - 音楽プロデュース

### テレビ・ラジオ関連
- ゴッドタン（テレビ東京系）ヒム子ーズ
  - 「ヒム子ーズのテーマ」（作曲・編曲）
  - 「G.B.H 〜グッバイヒム子ーズ〜」（作曲・編曲）
- ワラッチャオ!（NHK BSプレミアム）
  - 「ヘンテコリン」（作曲・編曲）
  - 「恋しなキャット」（作曲・編曲）
  - 「デンタリズム」（作曲・編曲）
  - 「男と女のウソ笑顔」（作曲・編曲）
- 歴史にドキリ （NHK Eテレ）中村獅童 - 劇中歌（作曲・編曲）
- 大！天才てれびくん（NHK Eテレ）　てれびちゃん「公共電波にのっかって」(作曲・編曲)
- みんな集まれ!こどもうたまつり（NHK Eテレ） 「こどもうたまつりだ!わっしょいしょい」（作詞・作曲）
- テレ玉
  - 「テレ玉くんのうた」（作曲・編曲）
- 笑っていいとも! グランドフィナーレ感謝の超特大号（フジテレビ系）  - 最終回CMおよび番組内のBGM[22]
- ヨルタモリ（フジテレビ系） - OP/EDテーマ
- 痛快TV スカッとジャパン（フジテレビ系）
  - 「はい論破じゃんけん」（作詞・編曲）
- 久保みねヒャダこじらせナイト （フジテレビ系）
  - 高橋真麻
    - 「SETSUBU・ん…鬼っぽい」（作曲・編曲）（作詞・久保みねヒャダ）

  - 中村素也 & 高橋真麻
    - 「大型連休に働きたくない君も好きだよ」（作曲・編曲）（作詞・久保みねヒャダ）

  - 能町みね子
    - 「焼きたくない夏の2014」（作曲・編曲）（作詞・久保みねヒャダ）

  - 千葉雄大 & 柳原可奈子
    - 「おれとおまえのHELLO WIN-WIN」（作曲・編曲）（作詞・久保みねヒャダ）

  - こじらせオールスターズ
    - 「WE ARE THE ひとり」（作曲・編曲）（作詞・久保みねヒャダ）

  - MAX
    - 「毛サバイバル」（作曲・編曲）（作詞・久保みねヒャダ）
- beポンキッキーズ（BSフジ）
  - 「ロリポップスたいそう のーびのびよーん」（作詞・作曲・編曲）
- グミベアとガチャピン・ムック
  - 「おやつ いいやつ すごいやつ」（作詞・作曲・編曲）
  - 「ぼくはグミベア」（日本語詞）
- ミュ〜コミ+プラス（ニッポン放送） - オープニングテーマ、ジングル
- The Nutty Radio Show おに魂（FM NACK5） - ジングル
- A&G TRIBAL RADIO エジソン（文化放送） - ジングル
- いないいないばあっ!（NHK Eテレ）
  - 「ほっぺっぽ!」（作曲・編曲）
  - たいそう「ピカピカブ〜!」（作詞・作曲・編曲） - 作詞はラッキィ池田との共作
- ポケモンの家あつまる?
  - 「ポケだちのうた」（作詞）
- お願い総選挙
  - 「Mid-Knight Rider」（作曲・編曲）
  - 「私が愛した王子様」（作曲・編曲）
- NHK仙台放送局
  - 「やっぺえ！がんばっぺえ！」（作詞・作曲・編曲）
- NHKラジオ第一放送「マイあさ！」BGM担当
- スクール革命！
  - 校歌（作詞・作曲・編曲・歌唱）
- ズームイン!!サタデー - OPテーマ
- ロンドンハーツ（テレビ朝日系）50PA
  - 「決定的」（編曲）
- 新しいカギ
  - 「ぶっ飛び飛美男くんのテーマ」（作曲・編曲）

### CM
- 森永製菓「チョコボール」 CM楽曲担当（キョロちゃんズが歌唱担当）
- NTTドコモ「dアニメストア」CM楽曲担当（中川翔子が歌唱担当）
- PARCO「パルコアラ」CM楽曲担当
- UNIQLO「ハタラクユニクロ」CM楽曲担当（三浦祐太朗が歌唱担当）
- 紀文「魚河岸あげ」CM楽曲担当（私立恵比寿中学が歌唱担当）
- タケダ「ベンザブロック」WebCM楽曲担当（Negiccoが歌唱担当）
- カーセンサー 「カーセンサーしまセンカー」- サウンドロゴ
- クボタ 「イギリス水環境編」- CM楽曲担当
- ヤマハ発動機「サウナとトリシティでととのった」- 音楽プロデュース
- ユニテハウス「うちの妻 うちの旦那 こんな感じ」- CM楽曲担当
- 明治「即攻元気」CM楽曲担当（えなこ、つんこ、篠崎こころが歌唱担当）

### その他
- セブン&アイ・ホールディングス「7pay」決済音作曲[23]
- 旭川龍谷高等学校 応援歌 「雷鳴の如く太陽の如く」(作曲・編曲)[24]

## 「ヒャダイン」名義での活動
ゲーム・アニメ等のBGMを作詞・作曲し、老人から子供・男性や女性の色々な声を作り多重録音の手法で動画サイトに投稿している。また、PVには女性キャラも使用しており、「ヒャダインのカカカタ☆カタオモイ-C」には麻生夏子、「ヒャダインのじょーじょーゆーじょー」には元ももいろクローバーの早見あかり、「クリスマス?なにそれ?美味しいの?」には高山侑子が出演、「笑いの神様が降りてきた！」では肘井美佳がヒャダル子役を演じている。

### 「ヒャダイン」の由来
「ヒャダイン」とは元々ロールプレイングゲームのドラゴンクエストシリーズに登場する呪文のひとつである。これを別名として選んだ理由については、「ヒャダインは不遇の魔法なんですよ。強いはずなのに。使いようがないですね。ドラクエ3では、先にもっと強いマヒャドという魔法を覚えてしまう。ドラクエ4においても覚えるのはブライというじいさんが使うんですが、体力のなさから終盤ではスタメン落ちする。その不遇感がたまらなく好きだったんですよ」 と語っている。

### 投稿作品
- クラッシュマンで、やらないか（BGM元：『ロックマン2』）作詞・編曲
- DQ3で、曲を作ってみた（BGM元：『ドラゴンクエストIII』）作詞・編曲
- イー・アル・カンフーで、ラップ（BGM元：『イー・アル・カンフー』）作詞・編曲
- FF5で、ひとりアカペガ（BGM元：『ファイナルファンタジーV』）作詞・編曲
- DQ4 第二章で、ミュージカル「さぁ 歩き出せ!」（BGM元：『ドラゴンクエストIV』）作詞・編曲
- FF6で、マッシュがラップ（BGM元：『ファイナルファンタジーVI』）作詞・編曲
- コナミワイワイワールドで、メドレー（BGM元：『コナミワイワイワールド』）作詞・編曲
- 悪魔くんのソロモンの笛で、一人アカペガ（BGM元：『悪魔くん』）作詞・編曲
- スーパーマリオワールドで、ウエスタンショー（BGM元：『スーパーマリオワールド』）作詞・編曲
- DQ4 第五章で、シンシアを想う（BGM元：『ドラゴンクエストIV』）作詞・編曲
- Dr.マリオのメロで、「はじめてのともだち」（BGM元：『Dr.マリオ』）作詞・編曲
- FF4で、ゴルベーザ四天王登場!（BGM元：『ファイナルファンタジーIV』）作詞・編曲
- DQ 2,3,4のほこらで、一人アカペガ（BGM元：『ドラゴンクエストII』・『III』・『IV』）作詞・編曲
- MOTHER2で、トンズラブラザーズ2008（BGM元：『MOTHER2』）作詞・編曲
- ゴルビーpresents ヒャダインRADIO
- フラッシュマンで、FLASH!（BGM元：『ロックマン2』）作詞・編曲
- DQ4 第四章で、モンバーバラ劇場（BGM元：『ドラゴンクエストIV』）作詞・編曲
- FF3 ドーガの館で、ひとりアカペガ（BGM元：『ファイナルファンタジーIII』）作詞・編曲
- ヒャダインFM カウントダウン50
- クラッシュマンで、やらないか 高音質版（BGM元：『ロックマン2』）作詞・編曲
- ストIIの効果音で、オリジナル曲（BGM元：『ストリートファイターII』）作詞・作曲・編曲
- クイックマンで、QUICK!!!（BGM元：『ロックマン2』）作詞・編曲
- halyosy氏の「創聖のアクエリオン」を、アレンジ（BGM元：『創聖のアクエリオン』）編曲
- DQのカジノで、「ロイヤルストレートフラッシュ」（BGM元：『ドラゴンクエストIV』）作詞・編曲
- FF6のフィールド曲で、一人アカペガ（BGM元：『ファイナルファンタジーVI』）作詞・編曲
- AMヒャダイン 土曜の朝はワイワイワイド
- クロノ・トリガーで、「シルバード」（BGM元：『クロノ・トリガー』）作詞・編曲
- ヒャダル子 夏休みこどもアニメ劇場
- がんばれゴエモンで、GOEMON（BGM元：『がんばれゴエモン』）作詞・編曲
- メタルマンで、"Made of Metal"（BGM元：『ロックマン2』）作詞・編曲
- FF5 古代図書館で、一人アカペガ（BGM元：『ファイナルファンタジーV』）作詞・編曲
- AMヒャダイン 月曜お悩み110番
- DQIV 第三章で、「トルネコのうた」（BGM元：『ドラゴンクエストIV』）作詞・編曲
- ヒャダイン懐ゲー50 その1
- チョコボと、CHOCOBO!!（BGM元：『ファイナルファンタジー』）作詞・編曲
- バブルマンで、"I'm Bubbleman"（BGM元：『ロックマン2』）作詞・編曲
- ヒャダイン 冬休みこどもアニメ劇場
- 悪魔くんのエンディング曲で、「12フレンズ」（BGM元:『悪魔くん』）編曲
- ラップ デ チョコボ!!!（BGM元：『ファイナルファンタジー』）作詞・編曲
- はじめてのともだち 〜the answer 作詞・作曲
  - 『ニコニコ動画せれくちょん 〜才能の無駄遣い〜』に収録。
- DQ4 第一章で、「ライアンとホイミンのうた」（BGM元：『ドラゴンクエストIV』）作詞・編曲
- Golbee ヒャダインステーション
- DQ4 導かれし者たちで、「明日への旅」（BGM元：『ドラゴンクエストIV』、映画『ヘアスプレー』劇中歌「You can't stop the beat」）作詞・編曲
- 『着うたで人気!』っぽい曲を、作ってみた。
- FF6 カイエンで、一人アカペガ（BGM元：『ファイナルファンタジーVI』）作詞・編曲
- 【みちゃこ】 共感のうた（動画元：Yahoo!ファンクラブ内『松竹芸能ファンクラブ まるごと!松竹芸能』）を、アレンジ 編曲
- ヒートマンで、HEAT!!!（BGM元：『ロックマン2』）作詞・編曲
- FF6 コロシアムで、「オルトロス・ブギー」（BGM元ｖ『ファイナルファンタジーVI』）作詞・編曲
- ヒャダイン懐ゲー50 その2
- ロマンシング サ・ガ で、"Choose Your Future"（BGM元ｖ『ロマンシング サ・ガ』）作詞・編曲
- ひとりで、2009年紅白歌合戦
- FFメインテーマを、歌ってもらってみた（BGM元：『ファイナルファンタジー』）作詞・編曲
- 【ヒャダル子】 ワシャシャシャ SMILEx3 作詞・作曲
- Choose Me feat.初音ミク 作詞・作曲
  - 『ヒャダインのカカカタ☆カタオモイ-C』に『Choose me feat.佐咲紗花』として収録されている。
- 時報のメロで、「ぼくとわたしとニコニコ動画」作詞・作曲・編曲
- クリスマス?なにそれ美味しいの? 作詞・作曲
- ひとりで、2000年紅白歌合戦
- 買いだめなんかやめようぜ!!ウエシマ作戦
- hyadain in my room #1 -

### 商業作品

#### シングル
| 枚  | 発売日         | タイトル                           | 規格品番   | 規格品番                                           | 最高位 |
| 枚  | 発売日         | タイトル                           | 初回盤     | 通常盤                                             | 最高位 |
| --- | -------------- | ---------------------------------- | ---------- | -------------------------------------------------- | ------ |
| 1st | 2011年04月27日 | ヒャダインのカカカタ☆カタオモイ-C  |            | LACM-4801                                          | 12位   |
| 2nd | 2011年08月03日 | ヒャダインのじょーじょーゆーじょー | LACM-4830  | 18位                                               |        |
| 3rd | 2011年11月23日 | クリスマス?なにそれ?美味しいの?    | LACM-4884  | 49位                                               |        |
| 4th | 2012年05月09日 | Start it right away                | LACM-34926 | LACM-4926                                          | 27位   |
| 5th | 2012年08月08日 | サンバ de トリコ!!!                | LACM-34971 | LACM-4971                                          | 101位  |
| 6th | 2013年01月30日 | 23時40分                           | LACM-34060 | LACM-14060                                         | 79位   |
| 7th | 2013年05月29日 | 笑いの神様が降りてきた!            |            | LACM-14095（Men's Disc） LACM-14096（Lady's Disc） | 69位   |
| 8th | 2014年02月12日 | 半パン魂                           | LACM-34185 | LACM-14185                                         | 77位   |

#### アルバム
| 枚  | 発売日         | タイトル | 規格品番     | 規格品番    | 最高位 |
| 枚  | 発売日         | タイトル | 初回盤       | 通常盤      | 最高位 |
| --- | -------------- | -------- | ------------ | ----------- | ------ |
| 1st | 2012年11月28日 | 20112012 | LACA-39254/5 | LACA-9254/5 | 24位   |

#### 映像作品
- ヒロちゃんヒャダちゃん きまグルTV 〜第一章 唐揚げ、そして伝説へ…（2012年5月23日、フロンティアワークス）[26]

#### タイアップ
| 楽曲                                     | タイアップ                                                   | 時期                 |
| ---------------------------------------- | ------------------------------------------------------------ | -------------------- |
| ヒャダインのカカカタ☆カタオモイ-C        | テレビアニメ『日常』前期オープニングテーマ                   | 2011年               |
| ヒャダインのじょーじょーゆーじょー       | テレビアニメ『日常』後期オープニングテーマ                   | 2011年               |
| あの日のボクへ feat.下野紘               | 文化放送『ヒャダインのわーきゃーいわれたい』テーマソング     | 2011年               |
| D.T.のうた feat.かよえ!チュー学          | ショートアニメ『かよえ!チュー学』テーマソング                | 2011年               |
| Start it right away                      | テレビアニメ『黒子のバスケ』前期エンディングテーマ           | 2012年               |
| サンバ de トリコ!!!                      | テレビアニメ『トリコ』エンディングテーマ                     | 2012年               |
| iZooはいずこだ? 伊豆! iZoo!              | 「iZoo」CMソング                                             | 2012年               |
| 23時40分 feat. Base Ball Bear            | テレビアニメ『バクマン。』第3シリーズ後期オープニングテーマ  | 2013年               |
| 笑いの神様が降りてきた！                 | 日本テレビ系『笑神様は突然に…』テーマソング                  | 2013年               |
| PON!!!                                   | 日本テレビ『PON!』ジングル                                   | 2013年4月-7月        |
| 半パン魂（スピリット）                   | テレビアニメ『ガンダムビルドファイターズ』エンディングテーマ | 2014年               |
| わーきゃーいわれない                     | 文化放送『ヒャダインのわーきゃーいわれたい』テーマソング     | 2014年-2017年9月     |
| PON to the Future                        | 日本テレビ『PON!』イメージソング                             | 2015年10月-2018年9月 |
| 開雲見日 ～スーパーJチャンネルのテーマ～ | テレビ朝日系『スーパーJチャンネル』テーマソング              | 2020年10月-2024年1月 |
| また明日 逢いましょう                    | テレビアニメ『赤ちゃん本部長』テーマソング                   | 2021年               |

### 提供作品
- 彼女、お借りします（2020年[28]、2022年[29]、2023年、2025年[30]、テレビアニメ）
- バンドリ! ガールズバンドパーティ! - ハロー、ハッピーワールド！（2022年6月）[31]

## 出演

### テレビ

#### 現在（レギュラー番組）
- musicる TV（2012年1月9日 - 、テレビ朝日） - MC[32]
- 久保みねヒャダこじらせナイト[33]
- NHKのど自慢チャンピオン大会（2015年 - 、NHK総合・ラジオ第1）
- くりぃむクイズ ミラクル9（テレビ朝日） - 不定期出演
- 新春TV放談（2016年1月2日 - 、NHK総合） - パネラー
- サウナを愛でたい（2019年3月22日[34]・2020年1月14日[35]、3月31日 - 、BS朝日）[36]
- ヒャダ×体育のワンルーム☆ミュージック（NHK Eテレ、2021年1月5日 - ）岡崎体育との冠番組[37]
- おはよう朝日です（2022年4月5日 - 、ABCテレビ） - 火曜日レギュラー[38]

#### 過去
- スター☆ドラフト会議（2011年4月12日 - 2013年3月5日、日本テレビ） - スターイジリ隊
- ワンセグ☆ふぁんみ（2012年4月7日 - 2015年3月7日、NHKワンセグ2） - MC
- 久保ヒャダこじらせナイト（2012年12月1日、2013年4月4日・6月1日、2013年10月19日 - 2017年9月23日、フジテレビ）
- クイズ逆転階段（2013年5月30日 - 8月8日、テレビ朝日） - MC
- PON!（2014年4月4日 - 2018年9月26日、日本テレビ） - 水曜日レギュラー
- オトナへのトビラTV（2014年4月5日 - 2015年3月26日、NHK Eテレ） - MC
- オトナヘノベル（2015年4月2日 - 2017年3月30日、NHK Eテレ） - MC
- ワラッチャオ!（2016年4月 - 2017年3月、NHK BSプレミアム） - ヒャドイン 役 ※不定期出演
- ＃ジューダイ（2017年4月2日 - 2020年3月23日、NHK Eテレ） - MC[39]
- ポケモンの家あつまる?（2015年10月4日 - 2022年3月27日、テレビ東京）[40]
- タモリ倶楽部（テレビ朝日）- 不定期出演、主に鉄道回
- 歴史にドキリ

### テレビドラマ
- ウレロ☆未完成少女（2012年9月14日、テレビ東京） - 本人 役[41]
- 奇跡の教室（2014年6月28日、日本テレビ） - 森秀行 役[42]
- 重版出来!（2016年5月10日、TBS） - 野呂ダイスケ 役[43]
- 99.9-刑事専門弁護士- SEASON II（2018年3月4日、TBS） - 緒形社長 役[44]
- 黄昏流星群（2018年10月9日、フジテレビ） - 大野社長 役[45]
- レンタルなんもしない人 第8話（2020年5月28日、テレビ東京） - 河野 役[46]
- がんばれ!TEAM NACS episodo3（2021年7月4日、WOWOW） - 本人 役[47]
- 何かおかしい 第1話・第3話（2022年6月1日・6月15日、テレビ東京） - 本人 役[48]
- たとえあなたを忘れても 第1話（2023年10月22日〈予定〉、朝日放送テレビ・テレビ朝日） - 音楽系出版社の面接官 役[49]

### テレビアニメ
- ポケットモンスター サン&ムーン（2019年3月17日、テレビ東京） - ケンイチ 役

### 映画
- 烈車戦隊トッキュウジャー THE MOVIE ギャラクシーラインSOS（2014年7月19日、東映） - ナイル伯爵 役（声の出演）[50]
- MAD MASK（2025年7月25日、IVS41 / グレープカンパニー）[51]

### ラジオ
- ヒャダインのわーきゃーいわれたい（2011年10月5日 - 2023年3月29日、超!A&G+ → AG-ON Premium）
- Hyadain Station（2012年7月1日 - 2014年3月30日、bayfm）
- ヒャダインの"ガルポプ!"（2013年10月4日 - 2019年3月30日、NHK-FM）[52]
- DAIV TO MUSIC（2018年10月5日 - 2020年3月30日、文化放送）[53]
- 徳井青空のあにげっちゅ～今日からオタ活（2019年4月 - 2021年3月、NHKラジオ第1） - オタ活応援団長（準レギュラー）[54]
- キリン一番搾りOne More Pint!（2020年12月25日 - 2023年3月31日、NACK5）[55]
- ゲーム音楽解体新書（2022年8月14日、NHK-FM）[56]
- 広がれっ！音の両想い（2022年11月 - 12月、ラジオNIKKEI第1）
- ヒャダイン Up Your Life（2023年4月7日 - 、NACK5）

### ウェブテレビ
- 蜜と毒と薬 ～椎名林檎医師とヒャダイン医師による所見～（2019年5月27日、AbemaTV[57]）‐医師

### CM
- 東洋水産「マルちゃん赤いきつねと緑のたぬき」（2013年8月 - 2014年7月）※武田鉄矢、パパイヤ鈴木、赤マルダッシュ☆と共演

### Web
- フィアット・500X（2015年、日本公式サイト）

### ナレーション
- 文化放送「放送終了アナウンス」（2019年7月 - 2020年3月）

### PV
- Gero「うどん」（2013年）
- Gero「吾輩はオス猫である」（2014年）
- ゆず「OLA!!」（2015年4月15日発売）[58]
- 超特急「バッタマン」（2015年）
- CANDY TUNE「推し♡好き♡しんどい」（2025年）

## 執筆活動
- 週刊ヤングジャンプ増刊「アオハル0.5号」ショートストーリー「ベリーショート」寄稿
- 月刊誌BUBKA 連載「ヒャダインのラブリー・ジューシー・トレジャーボックス」
- 月刊誌SMART CDコラム
- Web4Gamer 連載「ヒャダインのあの時俺は若かった」
- Webダ・ヴィンチ電子ナビ 連載「ヒャダヴィンチのどくしょかんそうぶん」
- 隔月誌ROLa 連載
- Tokyo Walker 連載 CDコラム
- テレビブロス 連載「ヒャダインがピピピのピー」
- 月刊誌Oggi 連載
- 朝日中高校生新聞 連載
- 月刊誌non-no 連載
- 月刊誌栄養と料理 連載
- テレビブロス 連載「久保みねヒャダブロス」
- 月刊誌BUBKA 連載「狂い炊きサウナーロード ヒャダイン的サ道探究」
- web版クロワッサン連載　【ヒャダインの台所】

## 受賞
- 「GQ Men of the Year 2012」
「GQ」主催により2012年11月19日発表された「GQ Men of the Year 2012」を受賞。2012年大活躍した男性として織田裕二・村田諒太・北島康介・有吉弘行らに並んで選出された。
- 「ベストカラアゲニスト アーティスト部門」2013～2015
- 「ショートショートフィルムフェスティバル2014 シネマチックアワード部門受賞（MV：半パン魂）」